# Miko Zeuschner
Miko Zeuschner (* 20. Jahrhundert) ist ein deutscher Filmregisseur und Drehbuchautor. Er ist finnischer Abstammung und wohnt in Hamburg.
Miko Zeuschner studierte Filmregie bei Hark Bohm, Michael Ballhaus und weiteren im Aufbaustudiengang Film der Universität Hamburg (heutige Hamburg Media School). Neben seiner Dramaturgieausbildung bei Alexander Mitta studierte er außerdem Drehbuch bei Keith Cunningham, Phil Parker und Mogens Rukov.
Sein erster abendfüllender Spielfilm Der Hund aus der Elbe gewann 1999 den Deutschen Fernsehpreis (beste Kindersendung) und wurde für den Grimme-Preis nominiert. Es folgten eine Reihe von Fernsehfilmen und Serien.

## Filmografie (Auswahl)
- 1998–2002: Wolffs Revier (Fernsehserie, 4 Folgen)
- 1999: Der Hund aus der Elbe
- 1999: Tatort: Todesangst
- 2000: Tatort: Tödliches Verlangen
- 2003–2007: Großstadtrevier (Fernsehserie, 12 Folgen)
- 2004–2009: Die Pfefferkörner (Fernsehserie, 7 Folgen)
- 2011–2017: Tiere bis unters Dach (Fernsehserie, 18 Folgen)
- 2016: Die Kanzlei (Fernsehserie, 3 Folgen)
- 2017–2020: Neues aus Büttenwarder (Fernsehserie, 8 Folgen)
- 2018: Morden im Norden (Fernsehserie, 3 Folgen)
- 2018: SOKO Hamburg (Fernsehserie, 3 Folgen)
- 2019: Hüftkreisen mit Nancy